# Chrzypsko Wielkie (gmina)
Chrzypsko Wielkie est une gmina rurale du powiat de Międzychód, Grande-Pologne, dans le centre-ouest de la Pologne. Son siège est le village de Chrzypsko Wielkie, qui se situe environ 24 km à l'est de Międzychód et 54 km au nord-ouest de la capitale régionale Poznań.
La gmina couvre une superficie de 84,33 km2 pour une population de 3 340 habitants en 2010.

## Géographie

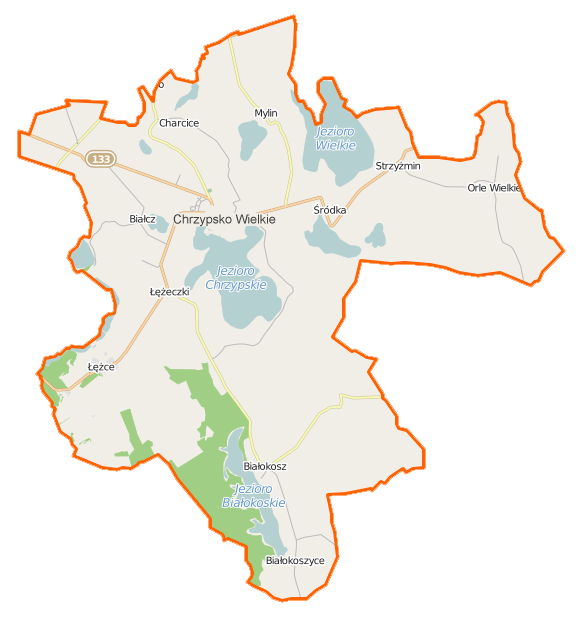
Plan de la gmina.

Outre le village de Chrzypsko Wielkie, la gmina inclut les villages de:
- Białcz
- Białokosz
- Białokoszyce
- Charcice
- Chrzypsko Małe
- Gnuszyn
- Łężce
- Łężeczki
- Mylin
- Orle Wielkie
- Ryżyn
- Śródka-Strzyżmin

### Gminy voisines
La gmina de Chrzypsko Wielkie est bordée des gminy de:
- Kwilcz
- Pniewy
- Sieraków
- Wronki

## Structure du terrain
D'après les données de 2002, la superficie de la commune de Chrzypsko Wielkie est de 84,33 km², répartis comme tel :
- terres agricoles : 66%
- forêts : 17%

La commune représente 11,45% de la superficie du powiat.

## Démographie
Données du 30 juin 2010 :
| description        | Total  | Total | Femmes | Femmes | Hommes | Hommes |
| ------------------ | ------ | ----- | ------ | ------ | ------ | ------ |
| Unité              | Nombre | %     | Nombre | %      | Nombre | %      |
| population         | 3 342  | 100   | 1 702  | 51     | 1 640  | 49     |
| Densité (hab./km²) | 39,6   | 39,6  | 20,2   | 20,2   | 19,4   | 19,4   |